# Cuba nos Jogos Pan-Americanos de 1959
Cuba competiu nos Jogos Pan-Americanos de 1959 em Chicago de 28 de agosto a 7 de setembro de 1959. Conquistou 2 medalhas de ouro.